# ساباناس د سن آنگل
ساباناس د سن آنگل (انگلیسی: Sabanas de San Ángel) نام شهری در کشور کلمبیا است.